# Rue de la Juiverie (Nantes)
Pour les articles homonymes, voir Rue de la Juiverie.
La rue de la Juiverie est une voie  de Nantes, en France, qui existe depuis le Moyen Âge.

## Situation et accès
Située dans le centre-ville de Nantes, la rue de la Juiverie, qui relie la rue des Petite-Écuries (au niveau de la jonction avec la rue de l'Emery et de la rue des Chapeliers) à la rue de la Bâclerie (au niveau de la jonction avec la rue Sainte-Croix), est située dans le quartier historique du Bouffay.
Elle est rectiligne, pavée, et fait partie d'un secteur piétonnier. Sur sa partie nord, on trouve l'accès à un passage couvert, le passage Bouchaud, qui la relie à la rue de la Marne.

## Origine du nom
Elle porte le nom de « rue de la Juifferie », puis « rue de la Juiverie ». Au Moyen Âge, une juiverie désignait le quartier où résidaient les membres de communauté juive d'une ville.

## Historique
Cette artère existe déjà lorsqu'une communauté israélite s'y installe au Moyen Âge, sans doute à l'époque de la construction de la résidence des comtes de Nantes, le château du Bouffay, au Xe siècle. Les Juifs obtiennent de disposer de leur propre sénéchal, et de juges pour appliquer leurs propres lois. Ils bénéficient d'une synagogue dans cette rue. Des règlements leur imposent les heures auxquelles ils peuvent sortir et rentrer dans la juiverie et la rue de la Juiverie est fermée chaque soir par deux chaînes. De plus, la communauté paie au comte de Nantes un droit garantissant sa protection.
Après la sixième croisade, des nobles bretons sont endettés auprès de prêteurs juifs. En 1235, le pape Grégoire IX prêche une croisade mais avant leur départ pour la Terre Sainte, les croisés assassinent plusieurs juifs de la ville. L'année suivante sans doute pour aider ses vassaux, le duc Pierre Ier de Bretagne fait expulser tous les Juifs de Nantes, en annulant les créances dont ils sont détenteurs - expulsion qui s'accompagne également du massacre de plusieurs d'entre eux.
Après quatre années d'accalmie, en 1239-1240, un nouvel édit d'expulsion, signé à Ploërmel par le duc Jean Ier de Bretagne, confirme la disparition pour une longue période de la communauté juive de Nantes, en les expulsant totalement de Bretagne, en annulant les dettes qui leur sont dues par ses autres sujets chrétiens, en restituant à leurs propriétaires initiaux les objets meubles ou immeubles tenus en gage par eux, en graciant les personnes ayant tué un Juif avant la date de l'édit. La rue de la Juiverie conserve néanmoins son nom depuis cette époque.
Des Juifs reviennent à Nantes à la fin du XVe siècle. Au XVIe siècle, des crypto-Juifs espagnols et portugais, fuyant l'Inquisition, se réfugient à Nantes ou y transitent, protégés un temps par le roi Henri IV, désireux de favoriser le commerce,. C'est le cas notamment de la famille du philosophe Spinoza,,. À nouveau, Louis XIII les expulse en 1615. Alors que le judaïsme est officiellement interdit à Nantes, il y règne une certaine hostilité envers ces marranes convertis de force et des sentiments fréquemment négatifs voire agressifs envers ces Juifs dits portugais. En 1636, des Juifs de Bayonne expulsés pendant la guerre franco-espagnole, se réfugient à Nantes. Après des émeutes contre les Juifs et des pillages de leurs biens, le procureur dépêché par le roi écrit au procureur de Rennes en 1636 : « On maltraite (les Portugais) journellement et on les injurie (...). On tient mille discours extravagants contre leur magistrat (le consul portugais) (...), il n'y a cependant aucun sujet légitime de plainte contre eux. ».
En 1744, 1766 et 1773, des marchands juifs de Bordeaux sont autorisés par l'intendant de Bretagne, Pontcarré de Viarmes, à exposer et vendre leurs marchandises à la foire publique. Cependant, à la requête des marchands chrétiens de Nantes, ils sont à nouveau expulsés de la ville par arrêté du tribunal du 21 août 1773,.
En 1869, Joseph Paris entame sa carrière industrielle en créant un atelier de serrurerie dans la rue de la Juiverie, où sont fabriqués des objets forgés, comme des grilles, portes, charpentes légères. Il déménage en 1880 pour s'installer rue Fouré.
En 1918, la municipalité de Paul Bellamy la rebaptise « rue de l'Emery », du nom de la rue existante qui la prolonge. Le conseil municipal dont Auguste Pageot est le maire lui restitue le nom de « rue de la Juiverie », mais, en 1940, sous l'occupation allemande lors de la Seconde Guerre mondiale, elle redevient « rue de l'Emery », avant de reprendre le nom de « rue de la Juiverie » à la Libération.
De nos jours, son nom est assorti au breton Straed ar Yuzeveri pour favoriser la culture bretonne.

## Bâtiments remarquables et lieux de mémoire

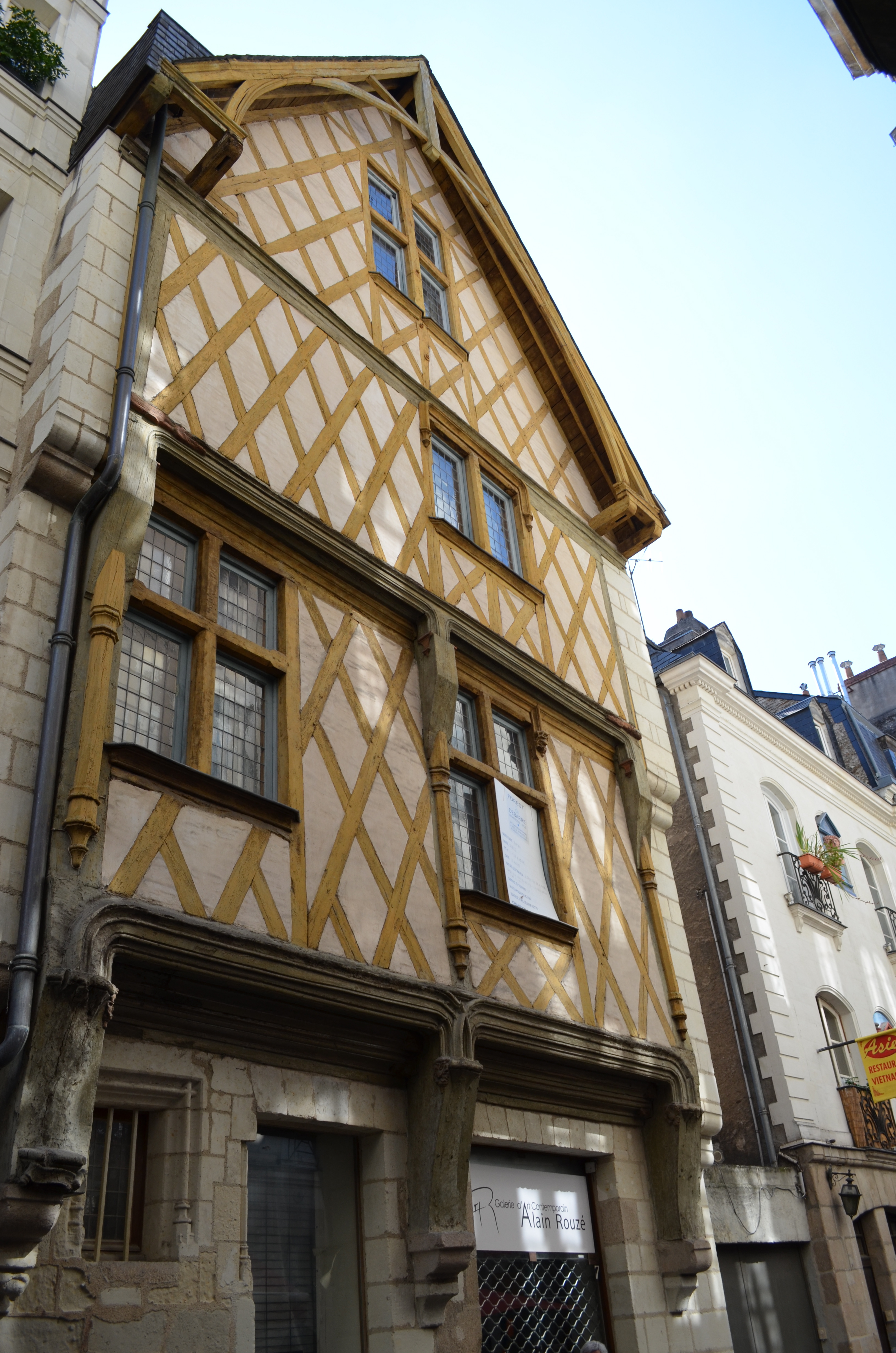
La maison au no 7 vue depuis la rue des Échevins.

Des mascarons figurent sur les fenêtres du no 4.
L'immeuble au no 5 de la rue recèle un escalier de bois du XVIIe siècle.
La maison au no 7 du XVe siècle est classée au titre des monuments historiques par arrêté du 21 décembre 1984.
C'est également au XVe siècle que le bâtiment situé au no 9 semble avoir été construit. Cette datation s'appuie sur ses éléments architecturaux : colombage, poteaux moulurés et arcs en anse de panier.

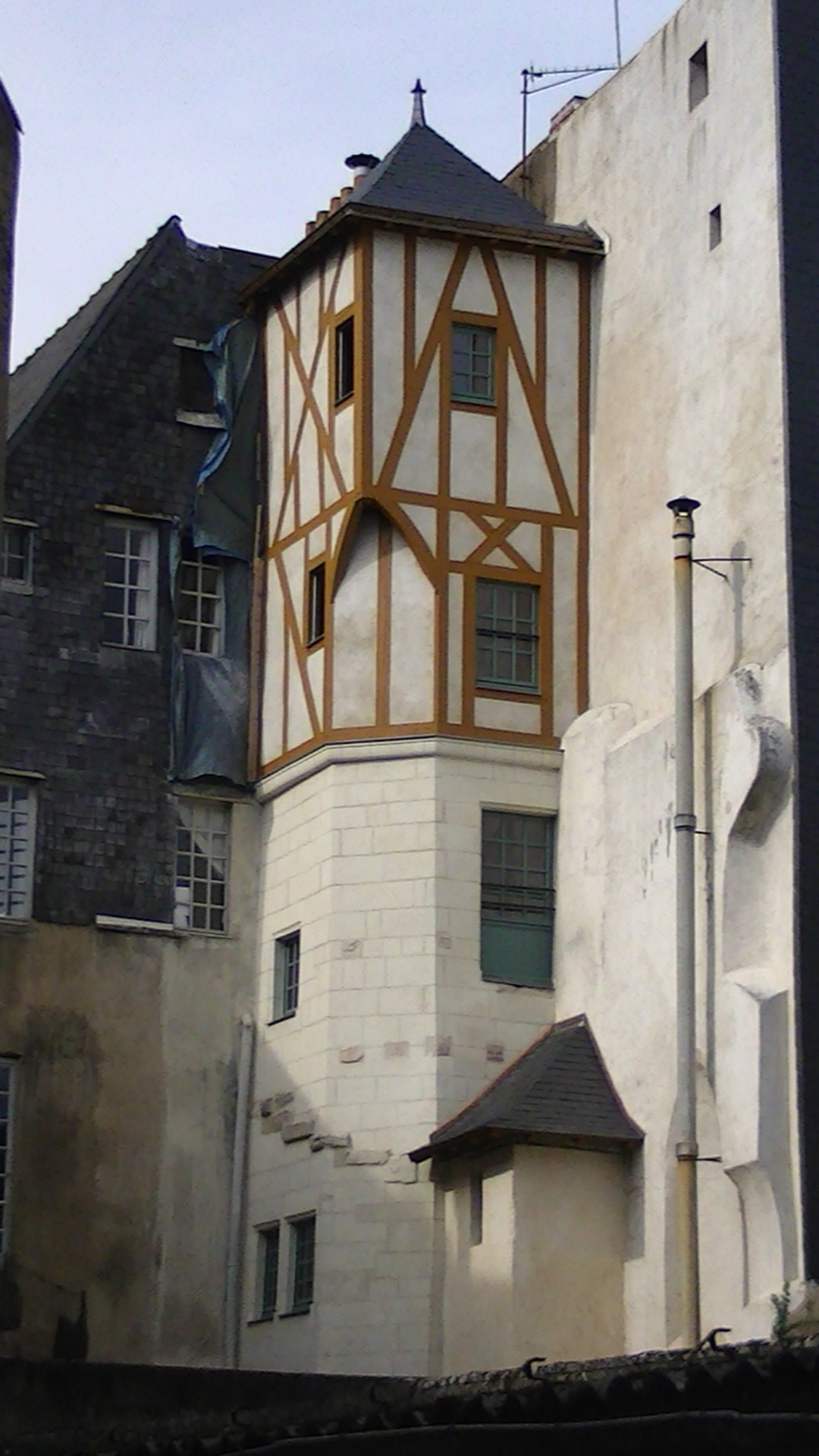
Le 7 rue de la Juiverie, Nantes, vu depuis la rue des Echevins

Le bâtiment au no 10 est doté d'une porte en bois datant du XVIIe siècle.
La façade du no 11 est ornée de deux bas-reliefs énigmatiques. Le premier représente un buste de femme, et est accompagné de la légende : A/O (qui signifierait A super O, un rébus pour dire A supero), et au-dessous ces mots : Querenda est. Le second figure un homme assis à la porte d’un temple dont le fronton est décoré de trois lampes, une tortue dans la main, des ailes au talon gauche, avec pour légende : Expecto donec veniat qui signifie « J'attends jusqu'à ce qu'il (ou elle) vienne ». Un troisième bas-relief, représentant un serpent « semblant s'élancer d'un tronc d'arbre vers un autre couvert de fleurs et de fruits » ; il n'était accompagné d'aucune légende. La façade de l'immeuble a connu une réfection en 1850.
Au XIXe siècle, le no 12 de la rue « avait sur sa porte un ornement du genre des pinacles de la cathédrale, que surmontait une ogive flamboyante de la fin du XVe siècle ou du début du XVIe. Un lion, un chien, quelques feuilles de chou ou de chicorée, deux têtes de chiens de mer et plusieurs autres ornements se voyaient sur sa façade qui a reçu cependant de nombreux outrages. L'escalier de cette maison est en pierre et forme une spirale ; ce qui se voyait autrefois sur les édifices en bois ».
Au no 20, se trouve l'entrée d'un passage Bouchaud qui aboutit aux nos 9 et 11 rue de la Marne.